# Middleham
Middleham este un oraș în comitatul North Yorkshire, regiunea Yorkshire and the Humber, Anglia. Orașul se află în districtul Richmondshire.
Desi nu sunt dovezi despre o asezare romana, o villa rustica a fost descoperita in secolul al XIX-lea la 300 de metri de castel.